# Нумерологија
Нумерологија се односи на било који од многих система, традиција и вјеровања у мистичку или езотеричку везу између бројева и материјалних ствари или живих бића.
Нумерологија и нумеролошке дивинације биле су популарне међу раним математичарима попут Питагоре, али се више не сматрају дијелом математике, већ их већина научника сматра псеудоматематиком. Слична их историја веже са развојем и раздвајањем астрономије од астрологије, као и хемије од алхемије.
Нумерологија је данас најчешће везана уз окултне науке, заједно са астрологијом и сличним методама дивинације. Термин се такође користи за особе које, према некима, придају превелику важност бројчаним матрицама, чак и ако не практикују традиционалну нумерологију. Андервуд Дадли на примјер, користи тај термин у дискусији о практикантима Елиотовог таласног принципа анализе берзе.

## Законска забрана уРепублици Србији
Законом о јавном реду и миру Републике Србије који је донет 2016. године у члану 15, ставци Узнемиравање грађана врачањем, прорицањем или сличним обмањивањем, у шта се може убрајати астрологија, тарот, нумерологија и друга паганска/политеистичка (многобожачка) веровања стоји:
Kо се бави врачањем, прорицањем судбине, тумачењем снова или сличним обмањивањем на начин којим узнемирава грађане или нарушава јавни ред и мир - казниће се новчаном казном од 10.000 до 50.000 динара или радом у јавном интересу од 40 до 120 часова.— Закон о јавном реду и миру Републике Србије
.